# دوخاوس عباسیه
دوخاوس عباسیه، روستایی از توابع بخش مرکزی شهرستان بهمئی در استان کهگیلویه و بویراحمد ایران است.

## جمعیت
این روستا در دهستان کفش کنان قرار دارد و براساس سرشماری مرکز آمار ایران در سال ۱۳۸۵، جمعیت آن زیر سه خانوار بوده‌است.